# Demsee
Der Demsee liegt im Norden Burkina Fasos.

## Beschreibung
Der See befindet sich etwa 15 km nordwestlich von Kaya auf einer Höhe von 290 m über dem Meeresspiegel. Infolge der Desertifikation im Sahel nimmt der Sandeintrag zu und der Demsee droht zu versanden.